# Maria-Hilf-Basilika (Lima)

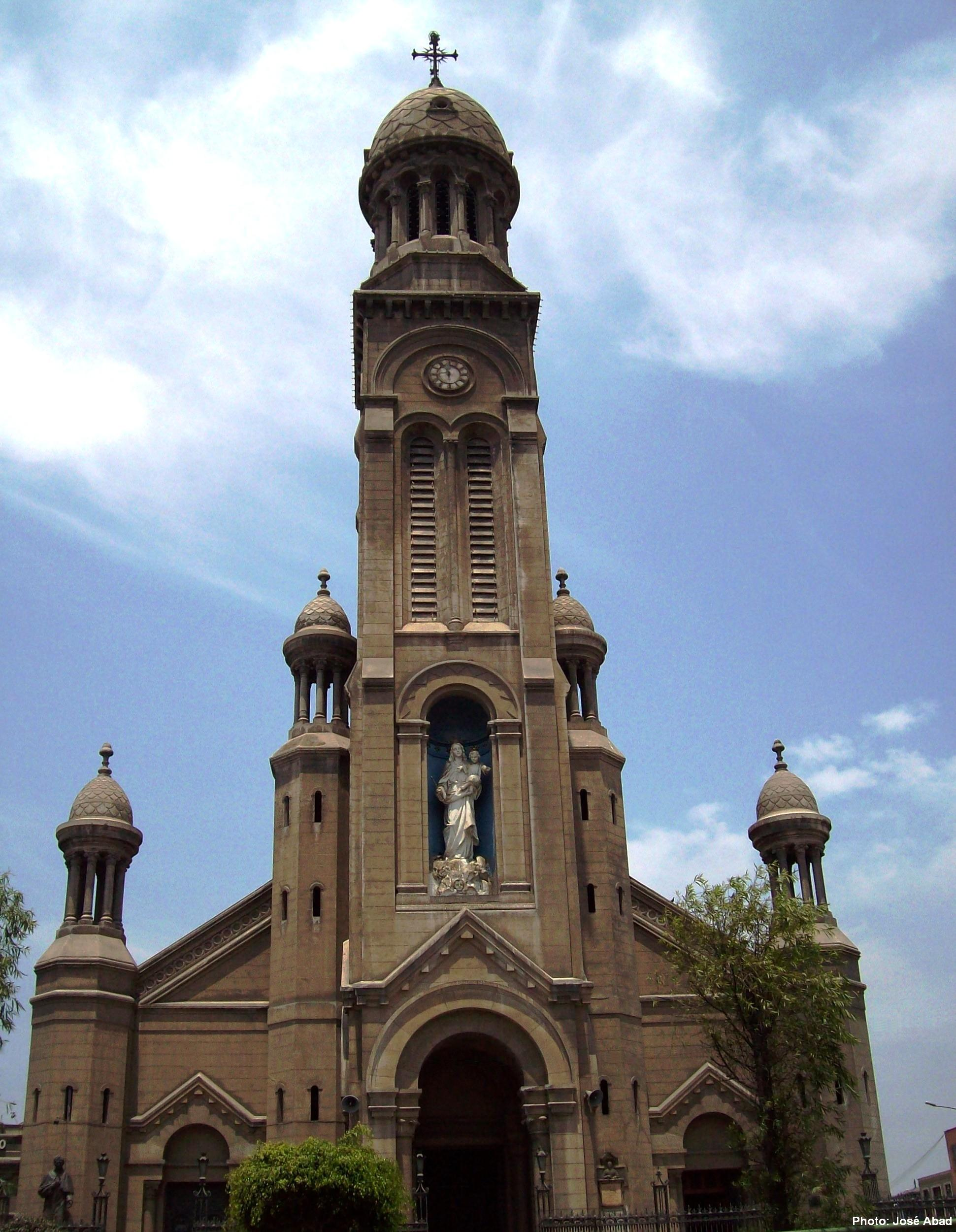
Basilika Maria, Hilfe der Christenheit

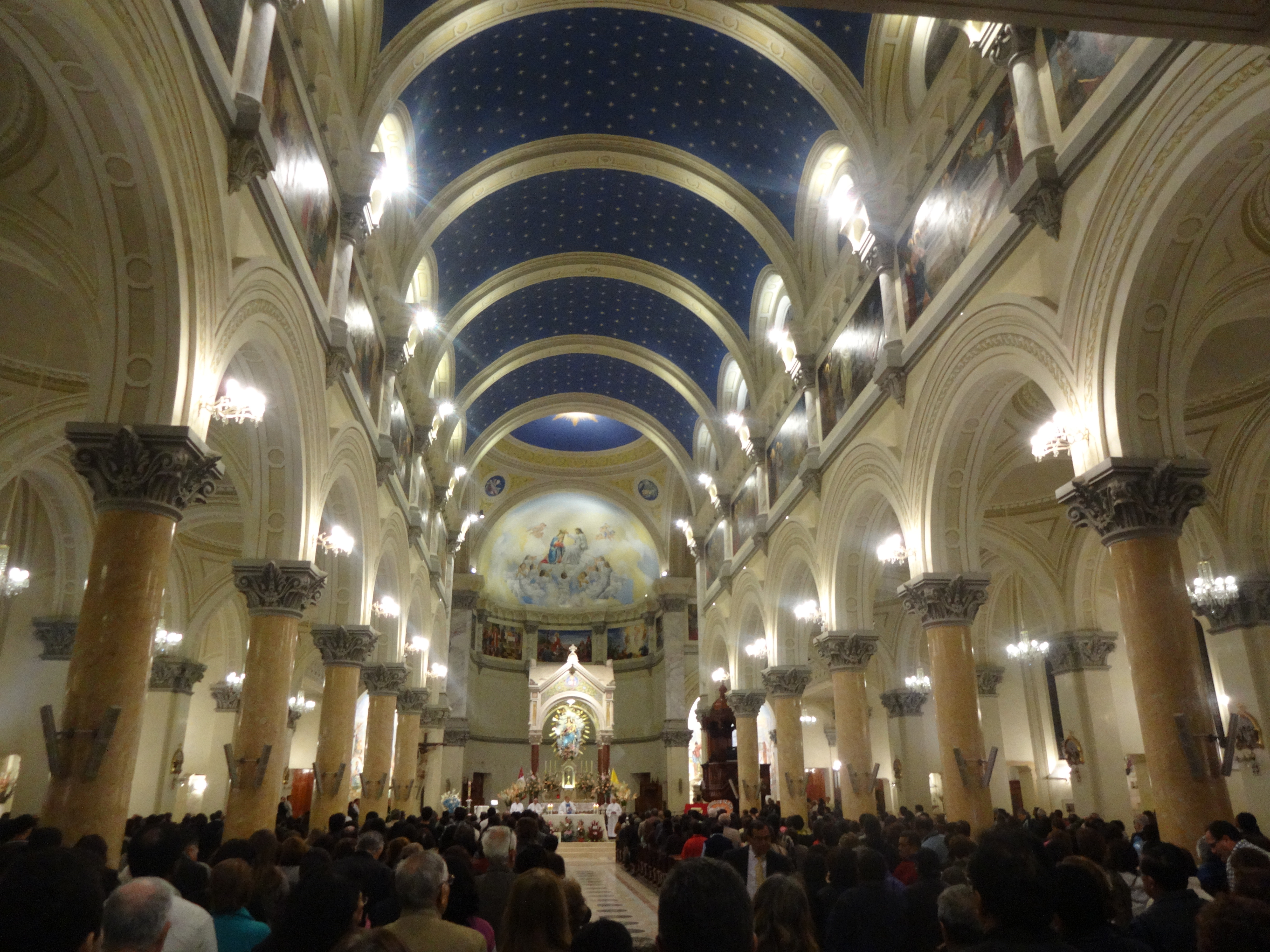
Innenraum der Kirche

Die Basilika Maria, Hilfe der Christenheit (spanisch Basílica de María Auxiliadora) ist eine römisch-katholische Kirche in Lima, der Hauptstadt Perus. Die Kirche Maria, Hilfe der Christen der Salesianer Don Boscos im Erzbistum Lima trägt den Titel einer Basilica minor und ist als nationales Kulturerbe ausgewiesen.

## Geschichte
Die Salesianer kamen 1891 nach Peru. Nach einem ersten Anlauf begannen sie 1916 mit dem Bau der Kirche in Lima als wichtigstem religiösen Gebäude der Salesianischen Kongregation in Peru. Sie wurde von den italienischen Salesianern Ernesto Vespignani als Architekt und Carlos Pane entworfen. Pane leitete bis 1923 die Arbeiten und war besonders mit der Finanzierung befasst. Nach Baubeginn im Mai 1916 übernahm der Ingenieur José Salassa die technische Leitung der Arbeiten. Am 27. April 1917 erfolgte die Grundsteinlegung in der Krypta an der Stelle des zukünftigen Hauptaltars durch Präsident José Pardo. Das Datum war die Grundsteinlegung der Salesianerkirche Maria-Hilf-Basilika in Turin und das Fest des hl. Toribio de Mogrovejo. Am 2. September 1917 fand die Weihe der Krypta am dreihundertsten Todestag der hl. Rosa von Lima statt. Im Juli 1921, dem Monat der Hundertjahrfeier der peruanischen Unabhängigkeit, war die Kirche noch nicht fertiggestellt. Trotzdem wurden die Segnungszeremonie für den 29. Juli und die feierliche Weihe für den 30. Juli arrangiert, die mit Unterstützung von Präsident Augusto Leguía y Salcedo Teil der offiziellen Amtshandlungen des Hundertjahrfests Perus wurden. Die Front mit ihrem monumentalen 56 Meter hohen Turm wurde am 8. Dezember 1924 im Rahmen der Feierlichkeiten zum hundertjährigen  Jubiläum der Schlacht von Ayacucho geweiht. Im Jahr 1962 erhob Papst Johannes XXIII. die Kirche zur Basilika minor. 2021 wurde sie zum nationalen Kulturerbe ernannt.

## Architektur
Die dreischiffige Basilika wurde im neobyzantinisch-neoromanischen Stil entworfen. Sie umfasst bei einer Länge von 70 Metern und einer Breite von 30 Metern eine Fläche von 2000 Quadratmetern. Das Mittelschiff ist von einem hohen Tonnengewölbe überspannt und führt nach dem Querschiff zu einer runden Apsis. Von den Seitenschiffen mit Kreuzgewölben gehen 14 Seitenkapellen ab. Die Fassade besitzt drei Portale, vor der Hauptpforte erhebt sich auf einem Portikus mittig der 56 Meter hohe Glockenturm, der eine große Marienstatue zeigt.